# David von Mayenburg
David Heinsius von Mayenburg (* 9. Dezember 1968 in München) ist ein deutscher Rechtswissenschaftler. Er lehrt als Professor für Neuere Rechtsgeschichte, Geschichte des Kirchenrechts und Zivilrecht an der Johann Wolfgang Goethe-Universität Frankfurt am Main.

## Leben
Von Mayenburg studierte 1988–1995 Neuere und Neueste Geschichte, Sozial- und Wirtschaftsgeschichte, sowie Öffentliches Recht an der Ludwig-Maximilians-Universität München und am St Antony’s College (University of Oxford). Im Herbst 1996 wurde seine Magisterarbeit unter dem Titel „Schule, Berufsschule, Arbeitsmarkt“ publiziert. Von 1995 bis 2000 folgte das Studium der Rechtswissenschaften an der Rheinischen Friedrich-Wilhelms-Universität Bonn sowie nach dem Ersten Juristischen Staatsexamen das Rechtsreferendariat beim OLG Köln mit anschließender Zweiter Juristischer Staatsprüfung. Er wurde 2005 von der Rechts- und Staatswissenschaftlichen Fakultät der Universität Bonn mit einer Arbeit zu „Kriminologie und Strafrecht zwischen Kaiserreich und Nationalsozialismus, Hans von Hentig (1887–1974)“ zum Doktor der Rechtswissenschaften promoviert. 2012 habilitierte sich von Mayenburg in Bonn. Er erhielt die Veniae legendi für Bürgerliches Recht, Deutsche Rechtsgeschichte und Kirchliche Rechtsgeschichte. Die Habilitationsschrift „Die Zwölf Artikel von 1525 und das „Göttliche Recht“ der Bauern: rechtshistorische und theologische Dimensionen“ erschien 2018.
2006 wurde von Mayenburg für seine Promotionsschrift mit dem „Preis des Präsidenten der Italienischen Republik für die beste wissenschaftliche Arbeit an der Rechts- und Staatswissenschaftlichen Fakultät“ ausgezeichnet, im Frühjahr 2008 war er Fellow am Istituto di Studi Avanzati, Università di Bologna, Italien.
2009/2010 bekam von Mayenburg einen Lehrauftrag an der Universität Düsseldorf für das Fach „Geschichte des Wirtschaftsrechts“. 2011 folgte ein Lehrauftrag an der Universität Mannheim für das Fach „Historische Grundlagen des Privatrechts“, sowie 2011/2012 ein Lehrauftrag an der Universität Bayreuth für die Abhaltung der Großen Übung im Zivilrecht. Im Frühjahr 2012 war von Mayenburg Fellow im LOEWE-Schwerpunkt „Außergerichtliche und gerichtliche Konfliktlösung“ Frankfurt am Main. Von Februar 2013 bis Januar 2014 war er als Professor für Rechtsgeschichte und juristische Zeitgeschichte (Extraordinariat) an der Universität Luzern (Schweiz) tätig. 2013 nahm er einen Ruf der Johann Wolfgang Goethe-Universität Frankfurt am Main auf eine Professur für Zivilrecht, Neuere Rechtsgeschichte und Geschichte des Kirchenrechts an und lehrt dort seit Februar 2014.
Die Schwerpunkte seiner Forschung liegen im Bereich der Strafrechtsgeschichte, der Geschichte des mittelalterlichen Kirchenrechts und der Rechtsgeschichte der Neuzeit.

## Schriften (Auswahl)
- Schule, Berufsschule, Arbeitsmarkt. Die englische Debatte um die Elementarschulreform (1914–1939) (= Münchner Studien zur neueren und neuesten Geschichte. Bd. 16). P. Lang, Frankfurt am Main 1996.
- Kriminologie und Strafrecht zwischen Kaiserreich und Nationalsozialismus: Hans von Hentig (1887–1974) (= Rheinische Schriften zur Rechtsgeschichte. Bd. 1). Nomos, Baden-Baden 2006 (Dissertation, Universität Bonn, 2005).
- Die Bemessung des Inkommensurablen: Wege zur Bestimmung des Ersatzes immaterieller Schäden am Beispiel des Schmerzensgelds (= Schriften zum Bürgerlichen Recht. Bd. 422). Duncker & Humblot, Berlin 2012.
- Hrsg. mit Görge K. Hasselhoff: Die Zwölf Artikel von 1525 und das „Göttliche Recht“ der Bauern: rechtshistorische und theologische Dimensionen (= Studien des Bonner Zentrums für Religion und Gesellschaft. Bd. 8). Ergon, Würzburg 2012.
- Gemeiner Mann und Gemeines Recht. Die Zwölf Artikel und das Recht des ländlichen Raumes im Zeitalter des Bauernkriegs (= Studien zur europäischen Rechtsgeschichte. Bd. 311)  Klostermann, Frankfurt a. M. 2018.